# Plaza de España (Cabra)
La plaza de España es una amplia zona ubicada en el centro de la ciudad española de Cabra, en la provincia de Córdoba, Andalucía.

## Historia

### Iglesia de San Martín
La villa de Cabra fue conquistada por el monarca castellano Fernando III en 1240 a los musulmanes. Un siglo más tarde, durante el reinado de Alfonso XI, se repobló la ciudad y muchos ciudadanos se asentaron en la zona septentrional, a las afueras del recinto amurallado. Por este motivo en 1340 el maestre de la Orden de Calatrava Juan Núñez de Prado, comendador del castillo de Cabra, decidió la construcción de la iglesia de San Martín para dar servicio y culto al nuevo vecindario. Este primer templo era de fábrica débil y sufrió varios ataques musulmanes, por lo que a finales del siglo XVI el obispo de Córdoba Francisco Pacheco (1587-1590) la reedificó como ayuda de parroquia de la colación de San Martín, tal y como parece que indicaba una inscripción en su fachada.

Hanc divi Martini aedem
quae angustia temporis corruerat
D. D. Franciscus a Pacheco et Corduba
episcopus cordubensis in parochialis
ecclesiae adiutorium reedicandam
curavit anno domini MD...
Este templo de San Martín,
 que había sufrido por el paso del tiempo,
 fue reconstruido por el Sr. D. obispo de Córdoba
 Francisco Pacheco de Córdoba
 para que sirviera de ayuda de parroquia
 en el año del señor mil quinientos...

El 5 de abril de 1601 se convirtió en convento de las dominicas gracias a las donaciones de María y Francisca Merino y Carmona, hijas del fallecido regidor Antón Merino, y se le renombró como convento de Las Llagas y San Martín, siendo también la sede de la cofradía de Jesús Nazareno. Tras la Desamortización española, el 2 de septiembre de 1836, las religiosas fueron trasladadas al convento de las agustinas y la iglesia quedó abandonada. El estado era tan deplorable que en 1871 se publicó la Memoria sobre la ruina de la iglesia de San Martín, y sobre el proyecto de un nuevo templo.A pesar de que se llegó a recolectar limosna para su reconstrucción, el dinero fue invertido en la iglesia de San Juan de Dios y la iglesia de San Martín fue derribada un año después, en 1872.

### Casas consistoriales
Tras la demolición del templo de San Martín, se decidió el traslado de las casas consistoriales desde la actual plaza Vieja hasta esta zona. Esto permitió que se convirtiera en el punto neurálgico de la ciudad, además con la construcción de un mercado de abastos. Esta zona sufrió un bombardeo el 7 de noviembre de 1938, meses antes de finalizar la Guerra civil española, en la que murieron 109 personas y hubo más de 200 heridos. Durante unas obras de remodelación en agosto de 2023, se descubrió un proyectil sin explosionar de este bombardeo, acudiendo la Policía Nacional, quien lo extrajo y lo explosionó en las canteras de la ciudad.
El 4 de mayo de 1961 el dictador Francisco Franco visitó la ciudad y salió al balcón del ayuntamiento ante miles de ciudadanos acompañado del alcalde Jaime Garrido y el ministro egabrense José Solís.En 1970 se construyeron las nuevas casas consistoriales sustituyendo a las anteriores, aunque se reconstruyeron de nuevo en 1997, siendo el edificio que se puede ver actualmente en estilo neoclásico. 
En mayo de 2023 comenzaron unas obras de restauración de la plaza en la que se sustituyeron los naranjos por palmeras, se construyeron fuentes de chorros y otra nueva en torno al monumento a la Inmaculada y se sustituyó todo el pavimento para ponerlo al mismo nivel sin aparcamientos. Asimismo, se marcó en el pavimento los límites de la antigua iglesia de San Martín y de las antiguas casas consistoriales. Las obras fueron inauguradas el 22 de marzo de 2024 tras un presupuesto de más de 976.000 euros financiados en un 80 % por los fondos Feder de la Unión Europea. Tras la remodelación el tráfico rodado en la plaza está cortado los fines de semana para disfrute de los peatones.